# Belle (песня Disney)
«Belle» (с англ. — «Белль») — песня, написанная композитором Аланом Менкеном и лириком Ховардом Эшманом для 30-го анимационного фильма Walt Disney Pictures «Красавица и Чудовище» (1991). Первоначально записанная американской актрисой и певицей Пейдж О’Харой и американским актёром Ричардом Уайтом, «Belle», среднетемповая песня, вдохновленная французской и классической музыкой, сочетает в себе элементы Бродвея и музыкального театра. Первая песня и открытый номер фильма, «Belle», появляется во время выступления «Красавицы и Чудовища» как крупномасштабный постановочный номер в стиле оперетты, который представляет героиню фильма Белль, которую горожане считают нонконформисткой, любящей книги, которая устала от провинциальной жизни, в которой она должна жить, и Гастона, нарциссического злодея фильма, который желает жениться на ней, несмотря на неоднократные отказы Белль.
«Belle» получила всеобщее признание кинокритиков и музыкальных критиков. В музыкальном плане песню сравнивали с различными музыкальными номерами из музыкальных фильмов «Вестсайдская история» (1961) и «Звуки музыки» (1965), а также с бродвейскими мюзиклами «Скрипач на крыше» и «Она меня любит». На 64-й церемонии вручения премии «Оскар» в 1992 году «Belle» была номинирована на премию «Оскар» за лучшую оригинальную песню, но в конечном итоге проиграла заглавной песне фильма. Песня также была представлена в бродвейском мюзикле основанном на фильме, первоначально исполненной американской актрисой и певицей Сьюзан Иган.

## Происхождение

### История и написание
В попытке воспроизвести беспрецедентный успех «Русалочки» (1989), Walt Disney Animation Studios решила преобразовать традиционную сказку «Красавица и чудовище» в полнометражный анимационный фильм. Хотя изначально он задумывался как анимационный фильм без «каких-либо песен» под руководством Ричарда Пурдума, генеральный директор Disney Джеффри Катценберг был недоволен тёмным и мрачным направлением, в котором шёл фильм, и в конечном итоге приказал его переписать как «мюзикл в бродвейском стиле с сильной героиней», похожий по концепции на «Русалочку». Затем Disney нанял лирика Ховарда Эшмана и композитора Алана Менкена, чтобы они написали песни для фильма и помогли «превратить Красавицу и чудовище в мюзикл», дуэт совсем недавно сотрудничавший над написания музыки для «Русалочки».
По словам Менкена, «сюжетные песни» в «Красавице и Чудовище», в том числе «Belle», развивались вполне естественно в результате того, что фильм был написан для того, чтобы «почти … существовать как сценический мюзикл», будучи «представленным в стиле традиционного бродвейского мюзикла». По словам бродвейской актрисы и певицы Пейдж О'Хары, которая записала песню и озвучила Белль, Эшман и Менкен «хотели оставить звуки поп-музыки „Русалочки“ позади и пойти на что-то большее, чем Джером Керн/Роджерс и Хаммерштейн» для «Красавицы и Чудовища». Песни и музыкальные номера в фильме, которые были написаны и для «продвижения сюжета», и предлагают «развития персонажа», находились под сильным влиянием французской, классической и традиционной бродвейской музыки. В дополнение, Менкен описал «Belle» и другие песни «Красавицы и Чудовища» в газете The New York Times как «касательные Франции 18-го века».
Написанная в стиле, который, как позже признал Менкен, «очень далека от современного попа», авторы песен изначально скептически относились к «Belle», опасаясь, что песня может «закончить их карьеру в Disney», если она не будет хорошо принята. Описанная продюсером фильма Доном Ханом как песня в стиле оперетты Гилберта и Салливана, «Belle» раскрывает много информации «за очень короткое время». Сначала Эшман и Менкен сомневались, что создатели фильма оценят их театральный подход к анимации. К их большому удивлению, «Belle» в конечном итоге очень понравилась и «обожалась [творческой] командой», став одной из немногих песен фильма, которые остались неизменными во время производства.

### Контекст и композиция
Надеясь написать песню, которая успешно «изобразит [Белль] в мире, который так защищен и безопасен», Эшман и Менкен черпали вдохновение в стиле рассказывания сюжетов, который часто используется в традиционных опереттах. Как вступительный номер «Красавицы и Чудовища», «Belle», «поворотный момент…в повествовании», играет важную роль в фильме, представляя героиню фильма, Белль, в честь которой названа песня, и Гастона, злодей фильма. В то время как Белль, любящая книги и умная нонконформистка, разочарованная своей предсказуемой деревенской жизнью, жаждет приключений, подобных тем, о которых она читает в своих книгах, Гастон является нарциссическим охотником, который ищет её руки в браке. Примерно через пять минут песня объясняет зрителям роли Белль и Гастона в «Красавице и Чудовище». Песня также выражает мнение горожан и «задает общую тему и предвещает то, что делает город таким гнетущим для [Белль]»; в то время как сельские жители награждают Белль высокой похвалой за её несомненную красоту, они считают её странной из-за её любви к книгам и высмеивают её за её несоответствие. Однако они ценят Гастона за его внешность и мужественность.
По словам Ирвинга Тана из Sputnikmusic, «Belle» — это «идиллический оркестровый» музыкальный номер, написанный в стиле традиционной оперетты. Песня начинается медленно с того, что Белль исполняет медленное соло о типичном утре в её деревне, прежде чем к ней присоединятся несколько других жителей и покровителей, когда она поёт «bonjour». После этого «Belle» принимает более быстрый темп, становясь «ритмически управляемой мелодией», которую несколько покровителей исполняют в разное время на протяжении музыкального номера. в конечном счёте, в песне есть контр-мелодия в исполнении Белль, которая с любовью вспоминает историю о красивой молодой женщине и красивом принце, которую она читает, за которой следует Гастон, исполняющий более быструю мелодию, к которой присоединяются Бимбетты, которые заискивают перед персонажем. Наконец, в кульминации бродвейского стиля песня заканчивается тем, что практически все жители деревни поют вместе. «Belle», которую обычно называют песней «Я хочу» в фильме, дает главной героине возможность «выразить свои желания». На сайте обзоров саундтреков Filmtracks.com была особо отмечена выразительная партия малого барабана, «Belle» — это, согласно нотам, первоначально опубликованным Walt Disney Music Publishing, песня вдохновлённая Бродвеем и влиянием музыкального театра, исполненная в умеренном «пасторальном» темпе 80 ударов в минуту в тональности ре мажор. В совокупности сопрано О’Хары и вокальные диапазоны баритона Уайта охватывают примерно две октавы, от низкой ноты А3 в исполнении Уайта до высокой ноты G5 в исполнении О’Хары. Дополнительно, в треке также участвуют вокалы актёров Алека Мёрфи, Мэри Кей Бергман и Кэт Суси. В итоге «Belle» работает длиною в пять минут и девять секунд.